# جون ر. فيلوز
جون ر. فيلوز هو محامي وسياسي أمريكي، ولد في 29 يوليو 1832 في تروي في الولايات المتحدة، وتوفي في 7 ديسمبر 1896 في نيويورك في الولايات المتحدة بسبب سرطان المعدة. نشط حزبياً في الحزب الديمقراطي. وقد انتخب عضو مجلس ولاية أركنساس ‏ وانتخب عضو مجلس النواب الأمريكي ‏.